# Ga Dobongsan
Ga Dobongsan (Tiếng Hàn: 도봉산역, Hanja: 道峰山驛) là ga tàu điện ngầm trung chuyển trên Tàu điện ngầm vùng thủ đô Seoul tuyến 1 và Tàu điện ngầm Seoul tuyến 7 ở Dobong-dong, Dobong-gu, Seoul. Nó là ga gần nhất đến Núi Dobongsan.
Nhà ga này là ga cực Bắc ở Seoul. Ngoài ra, ga tuyến 7 là ga trung chuyển quản lý bởi Tổng công ty Vận tải Seoul và nó không nằm dưới lòng đất.

## Lịch sử
- 28 tháng 4 năm 1964: Đoàn tàu tạm dừng cách Yongsan 26,6km để đón khách. Thời gian kéo dài đến ngày 30 tháng 5 cùng năm. [4]
- 2 tháng 9 năm 1986: Khai trương hoạt động ga đường sắt[5]
- 30 tháng 9 năm 1986: Hoàn thành xây dựng nhà ga
- 1 tháng 1 năm 1989: Hạ cấp xuống trạm lái xe[6]
- 11 tháng 10 năm 1996: Trở thành ga trung chuyển khi khai trương giai đoạn 1 của Tàu điện ngầm Seoul tuyến 7
- 1 tháng 1 năm 1998: Hạ cấp xuống trạm đơn giản  không triển khai [7]
- 21 tháng 12 năm 2005: Với việc khai trương Ga Dongmyo, số ga của Tuyến 1 thay đổi từ 114 thành 113.
- 29 tháng 4 năm 2016: Hoàn thành xây dựng nhà ga mới ở ga Dobongsan

## Bố trí ga

### Tuyến số 1 (1F)
| ↑ Mangwolsa     |
| １２ \| ３４ \| |
| Dobong ↓        |

| １·２ | ●Tuyến 1 | ← Hướng đi Uijeongbu · Dongducheon · Soyosan · Yeoncheon |
| ３·４ | ●Tuyến 1 | → Hướng đi Đại học Kwangwoon · Hoegi · Guro · Incheon →  |

| Tuyến và hướng                      | Chuyển tuyến nhanh |
| ----------------------------------- | ------------------ |
| Tuyến 1 (Hướng Yeoncheon) → Tuyến 7 | 2-1                |
| Tuyến 1 (Hướng Incheon) → Tuyến 7   | 9-3                |

### Tuyến số 7 (2F)
| Jangam ↑   |
| \| N/B     |
| ↓ Suraksan |

| Hướng Bắc | ● Tuyến 7 | ← Hướng đi Jangam / Kết thúc tại ga này       |
| Hướng Nam | ● Tuyến 7 | → Hướng đi Đại học Konkuk · Onsu · Seongnam → |

| Tuyến và hướng                     | Chuyển tuyến nhanh |
| ---------------------------------- | ------------------ |
| Tuyến 7 (Hướng Jangam) → Tuyến 1   | 8-4                |
| Tuyến 7 (Hướng Seongnam) → Tuyến 1 | 1-1                |

## Xung quanh nhà ga
| Lối ra \| 나가는 곳 \| Exit \| 出口 | Lối ra \| 나가는 곳 \| Exit \| 出口 |
| ----------------------------------- | --- |
| 1                                   | Lối vào núi Dobongsan Bãi đậu xe công cộng Dobongsan Trường Dosol Seoul Trường trung học Dobong Bưu điện Dobong 1-dong Trung tâm trung chuyển đô thị ga Dobongsan |
| 1-1                                 | Công viên thể thao Darakwon Khu văn hóa hòa bình |
| 2                                   | Vườn hoa diên vĩ Seoul Trường trung học Nuwon Trường tiểu học Nuwon Khu phức hợp Dobong Parkville 3                                                               |
| 3                                   | Dobong Hanshin AOT |

## Hình ảnh

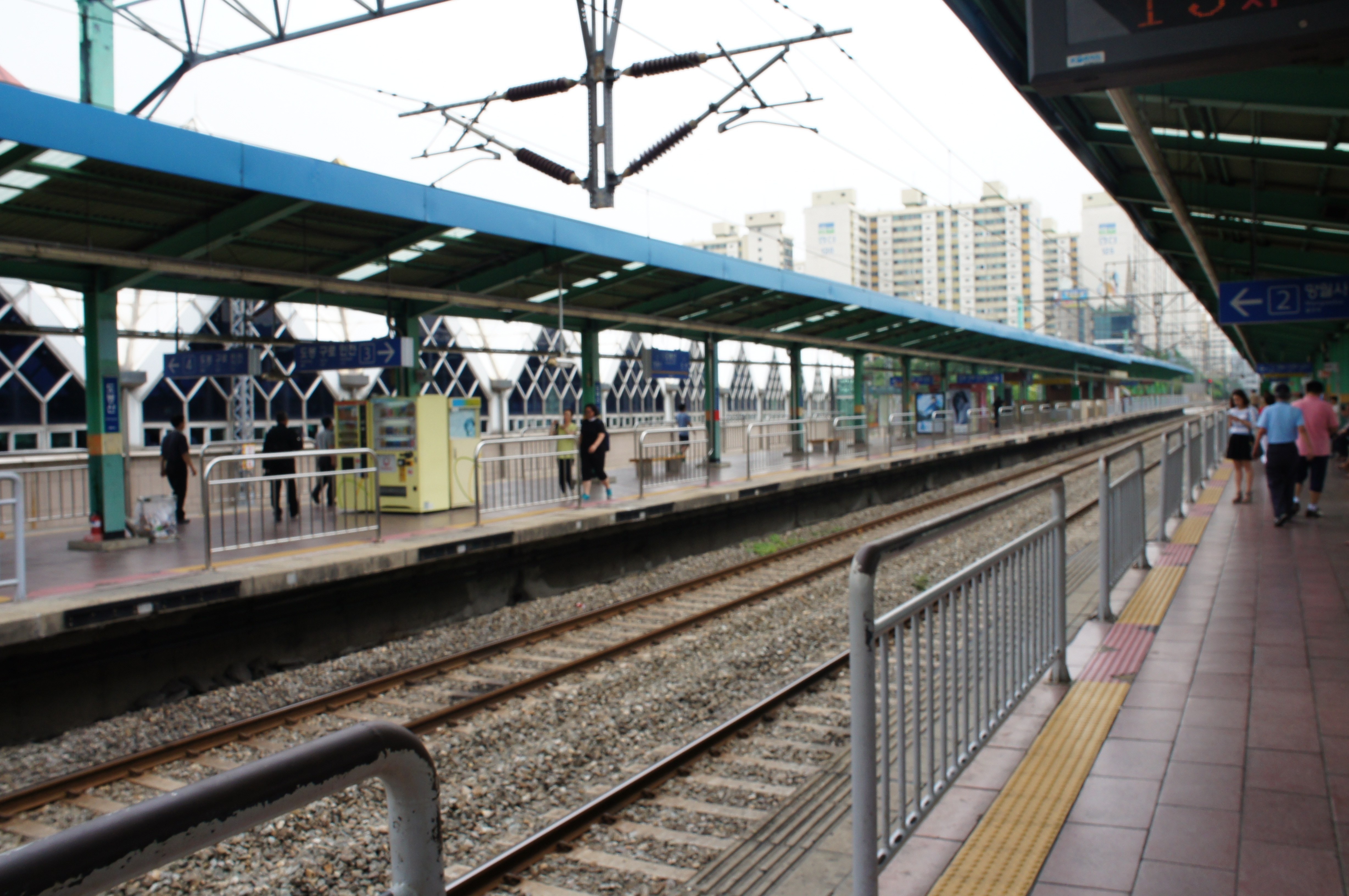
Sân ga Tuyến 1 (trước khi lắp đặt cửa chắn)
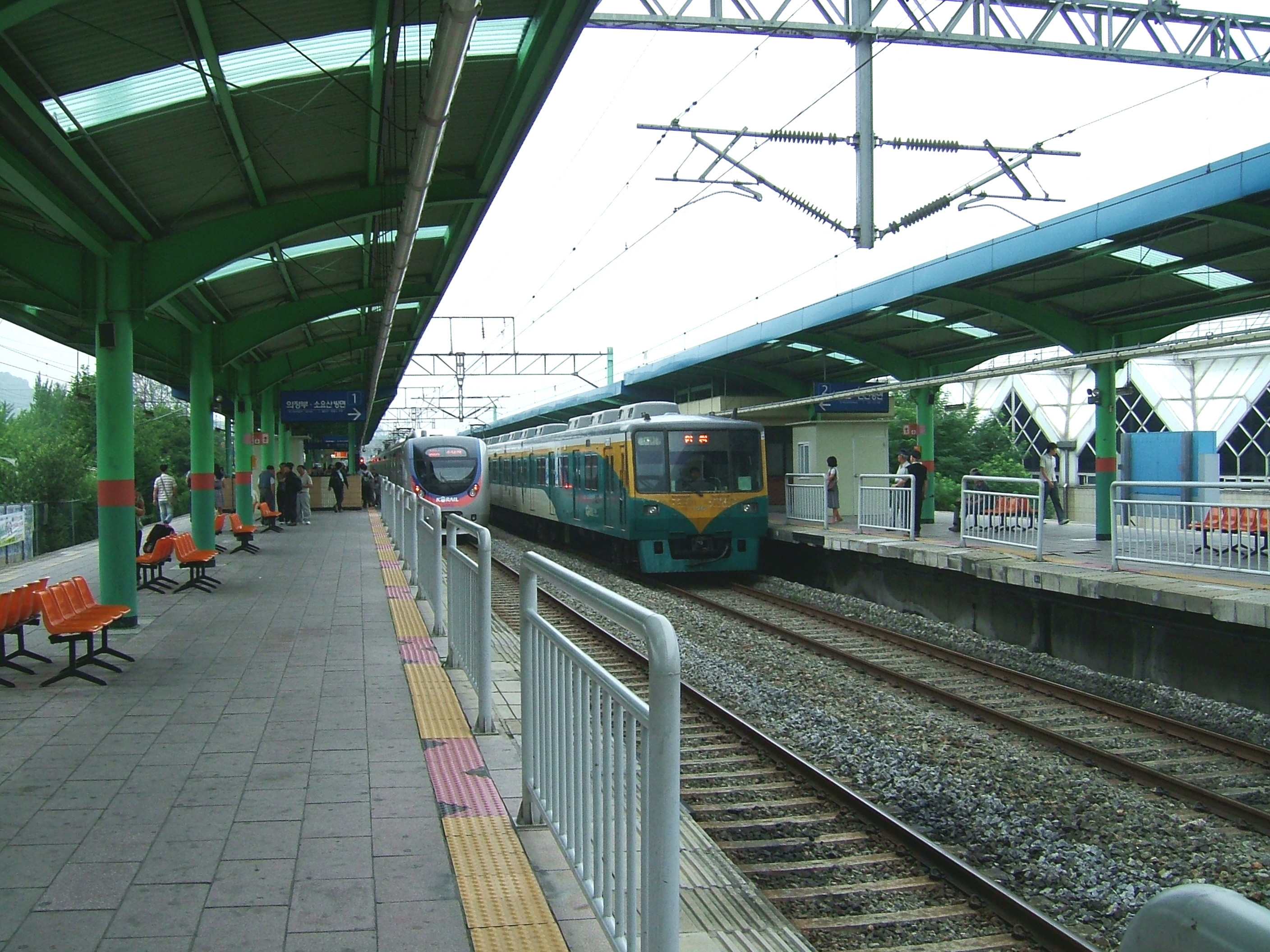
Sân ga Tuyến 1 (trước khi lắp đặt cửa chắn)
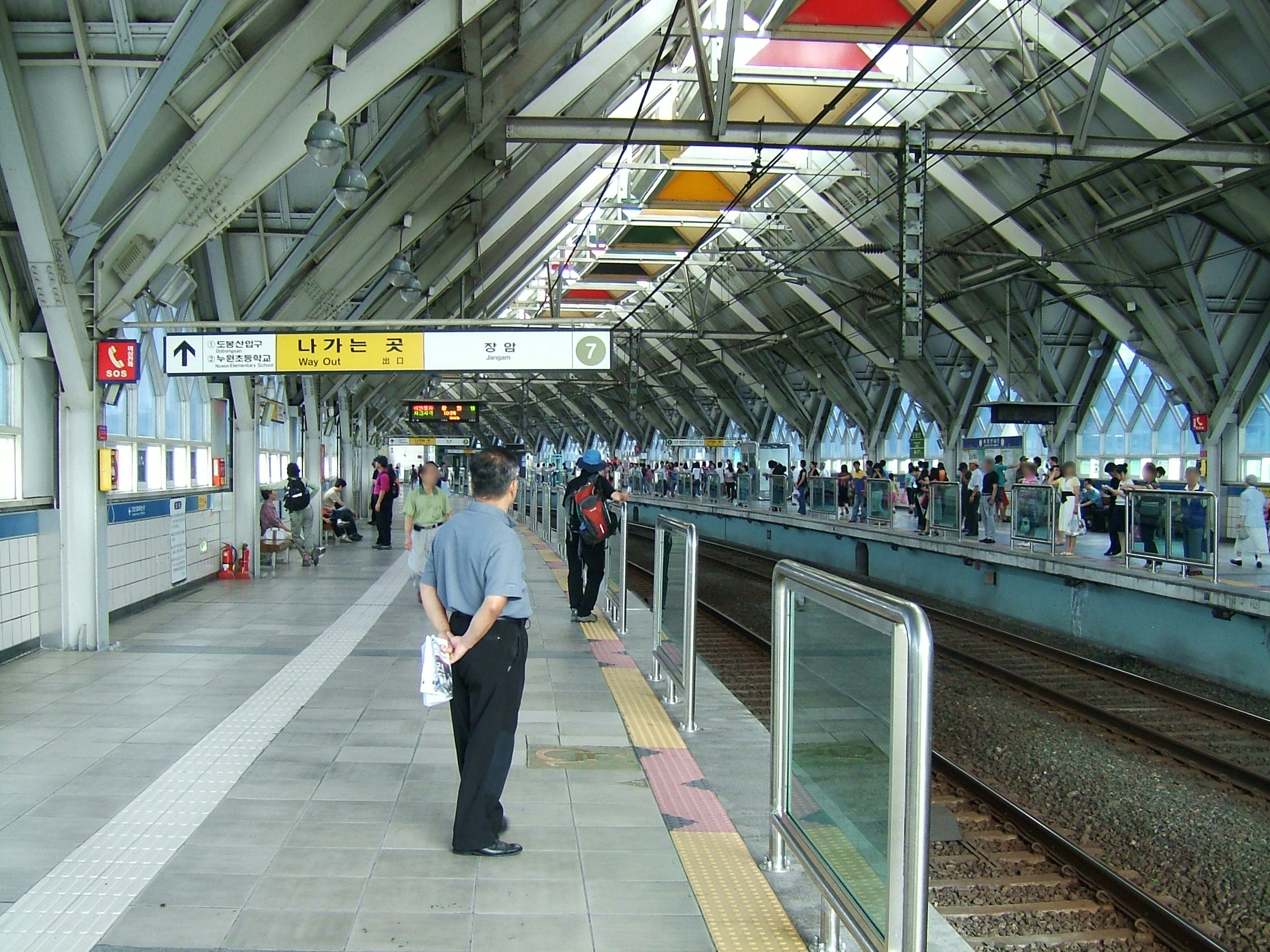
Sân ga Tuyến 7 (trước khi lắp đặt cửa chắn)
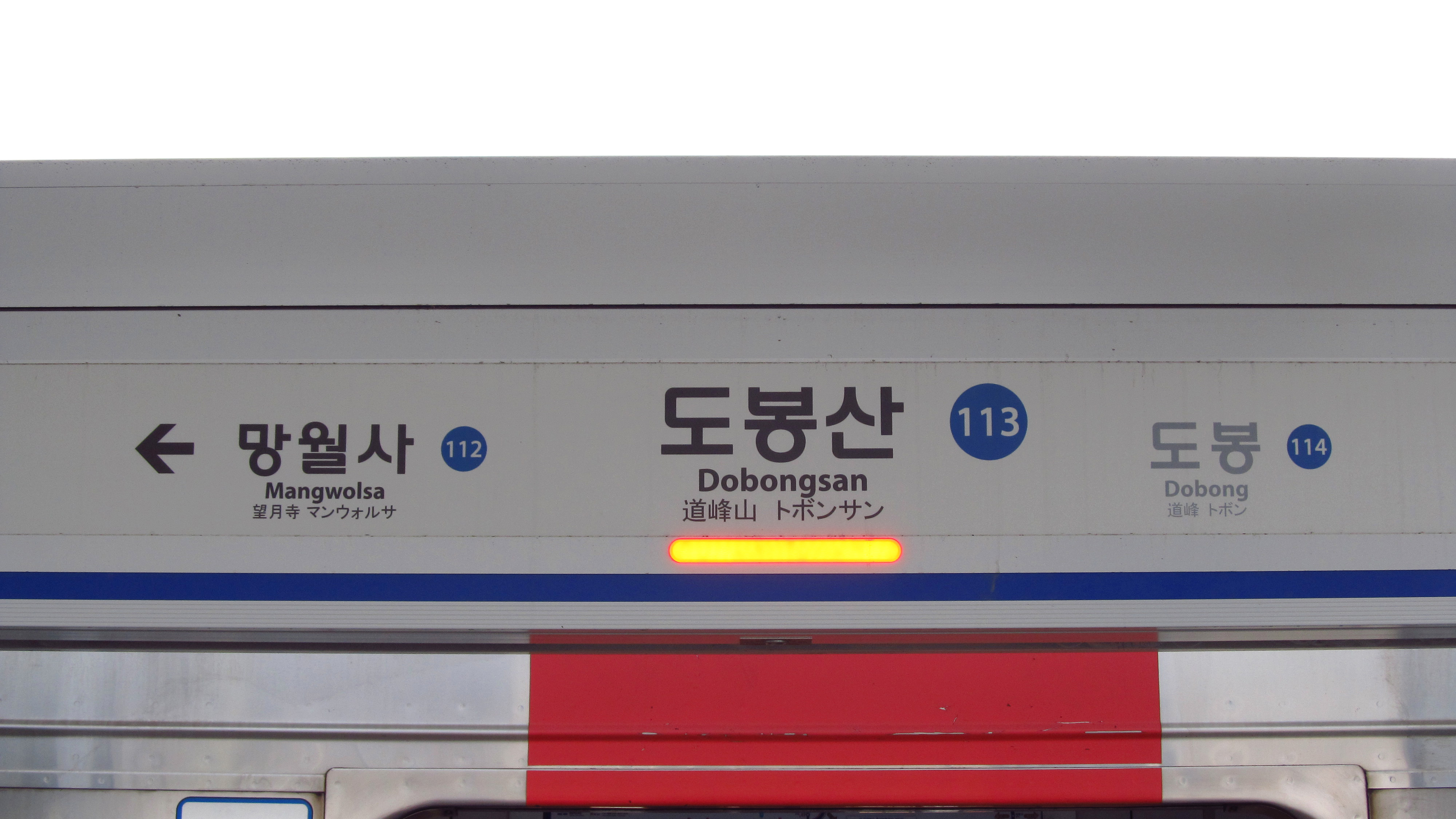
Bảng tên ga trên cửa chắn
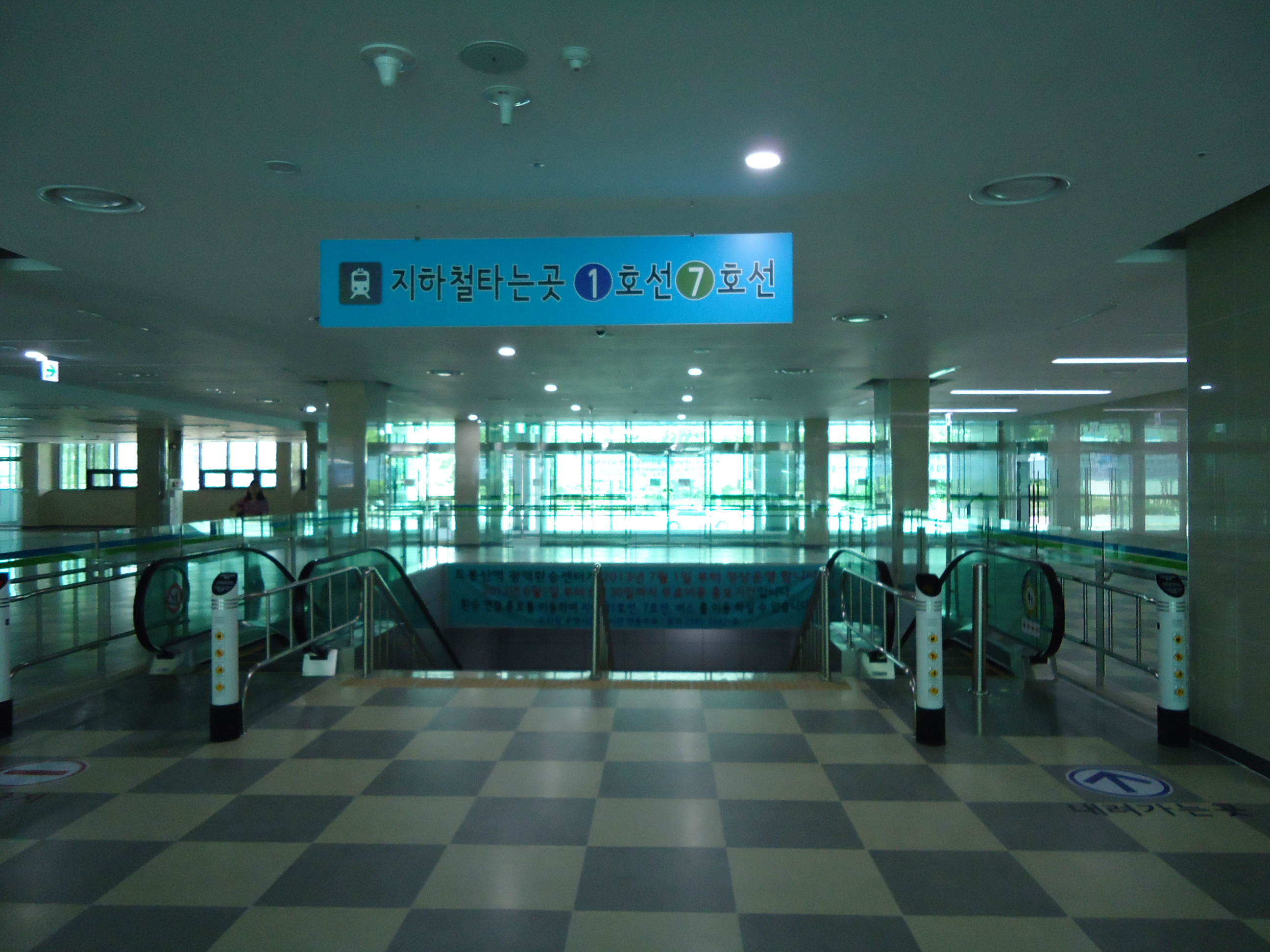
Lối chuyển tuyến
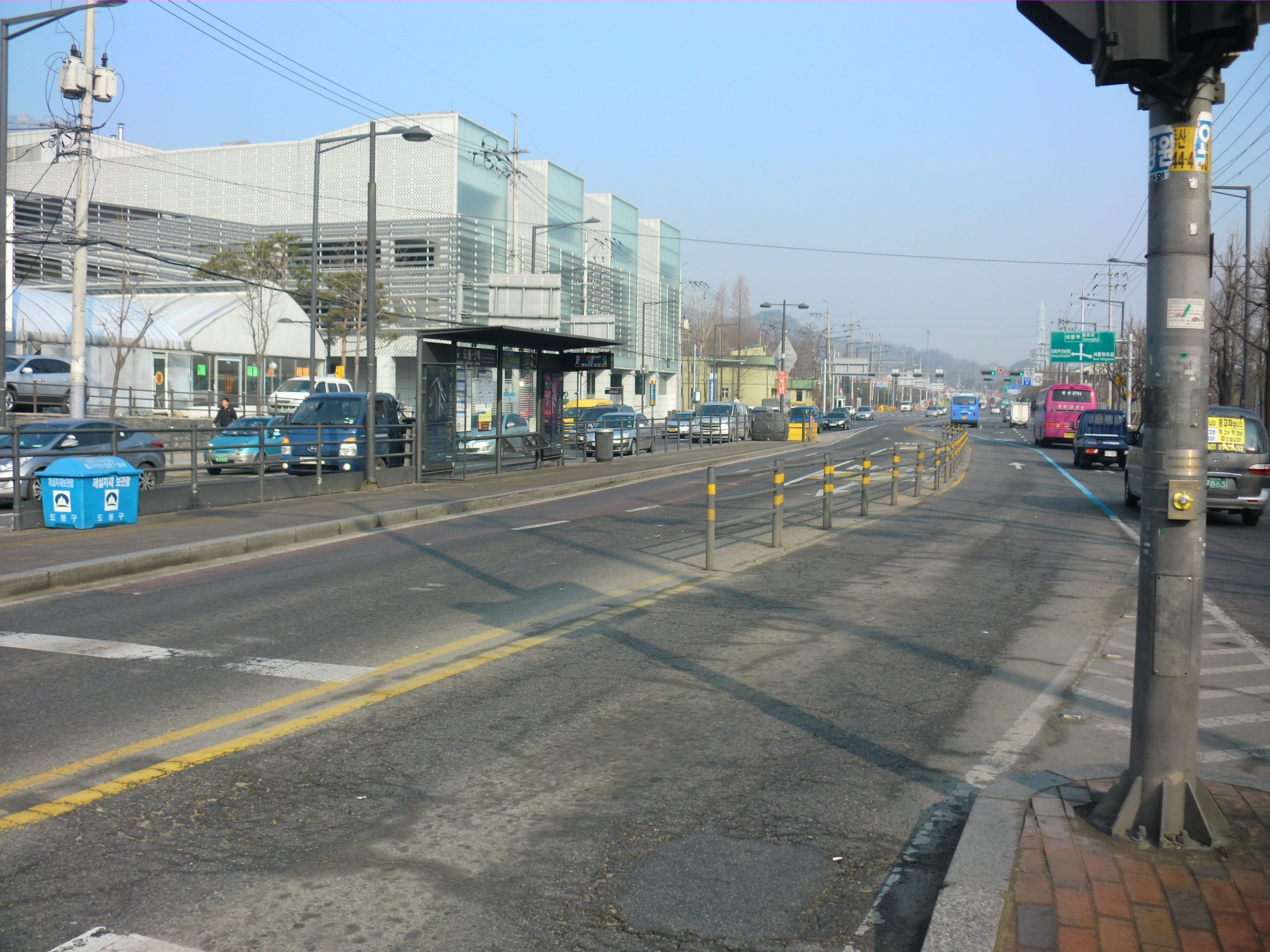
Điểm chờ xe bus
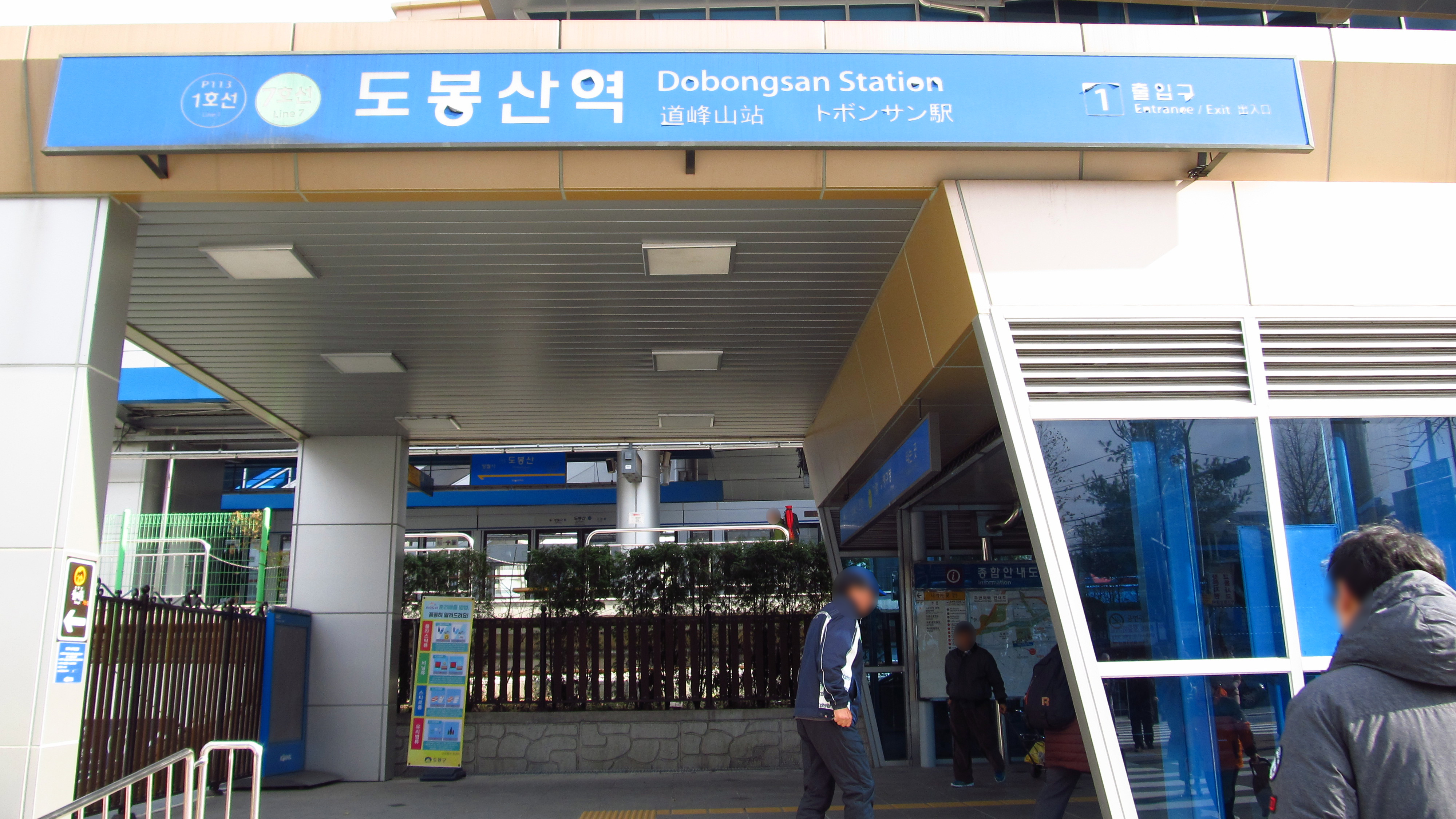
Lối vào 1